# Quarentinha
Waldir Cardoso Lebrêgo, meglio noto come Quarentinha (Belém, 15 settembre 1933 – Rio de Janeiro, 11 febbraio 1996), è stato un calciatore brasiliano, attaccante prolifico dotato di un potente mancino.
È il maggior marcatore della storia del Botafogo con 313 gol all'attivo e quarto per numero di presenze con 447 partite giocate. In carriera mise a segno complessivamente 488 reti.

## Biografia
Quarentinha nacque a Belém da padre originario di Barbados ed ebbe sette fratelli. Il genitore fu calciatore e cessata l'attività agonistica intraprese la carriera di mercenario.
Ai tempi in cui militava nel Botafogo Quarentinha firmò dei contratti scarsamente remunerativi e così, anche per non aver programmato il periodo post-calcistico, dopo essersi ritirato lavorò anche come scaricatore di porto presso Itajaí e successivamente prestò servizio per la Companhia Estadual de Gás do Rio de Janeiro. Qui, nel 1984, fu accusato di aver rubato della benzina, venendo poi assolto. Nonostante le non agiate condizioni economiche visse un'esistenza dignitosa.
Morì a Rio de Janeiro nel 1996, all'età di sessantadue anni, a causa di un'insufficienza cardiaca.

## Carriera

### Club
Iniziò la carriera nel Paysandu - squadra nella quale militò anche il padre Luís Gonzaga Lebrêgo detto "Quarenta", da cui il soprannome "Quarentinha" (piccolo Quarenta) - e a sedici anni divenne già titolare. Dopo un passaggio al Vitória Bahia, durante il quale conquistò il titolo di campione statale e cannoniere, fu acquistato nel 1954 dal Botafogo. Nel 1956 fu ceduto in prestito al Bonsucesso a causa di divergenze con i dirigenti dovute allo scarso rendimento e si piazzò secondo nella classifica cannonieri, convincendo così i vertici del Botafogo a puntare ancora su di lui.
Tornato al Fogão strinse un ottimo rapporto col tecnico João Saldanha, il quale lo trattò come un figlio e gli affidò anche la fascia di capitano, in un periodo in cui ciò risultava essere inusuale per un giocatore di colore. Quarentinha non celebrava mai le sue marcature, ritenendo che segnare fosse semplicemente il suo dovere, provocando però l'irritazione della torcida. In realtà tale atteggiamento fu dettato da un carattere particolarmente timido. Fu anche spesso oggetto delle burle del compagno di squadra ed amico Garrincha, che gli attribuì i soprannomi di "Cabeção" e "Cabeçudo" in riferimento alle dimensioni della sua testa. Col club alvinegro vinse per tre volte il campionato carioca (1957, 1961, 1962), due Rio-São Paulo (1962, 1964) e si aggiudicò il primo posto nella classifica cannonieri del carioca per tre anni consecutivi: 1958 (diciannove gol), 1959 (venticinque) e 1960 (ancora venticinque). Riuscì per quattro volte a segnare quattro gol nella stessa partita.
Tornato al Vitória nel 1964 a causa di una nuova rottura coi dirigenti del Botafogo - accusati di ipocrisia, vinse quello stesso anno il Campionato Baiano, successo bissato anche la stagione seguente. Successivamente giocò in Colombia, dove vestì la maglia di tre diversi club nell'arco di altrettante stagioni. Durante questa parentesi fu soprannominato "El Maestro Quarentinha". Chiuse la carriera nel 1970, disputando il Campionato Catarinense.

### Nazionale
Con la Nazionale brasiliana (1959-1963) giocò diciannove match e mise a segno diciassette gol (una delle migliori medie realizzative della storia della squadra), senza però mai disputare un Mondiale. In occasione di una partita giocata in Portogallo e in predicato di essere convocato per la competizione iridata del 1962 si procurò una contusione al menisco del ginocchio destro, pregiudicando così la sua partecipazione. L'incidente al ginocchio lo minò a tal punto che successivamente non fu più in grado di riproporsi ai livelli precedenti. Il gol più importante con la selezione verdeoro fu segnato nella gara di ritorno della Taça Bernardo O'Higgins, contro il Cile, rete decisiva per la vittoria per 1-0.

## Statistiche

### Cronologia presenze e reti in nazionale[2][3]
| Cronologia completa delle presenze e delle reti in nazionale ― Brasile | Cronologia completa delle presenze e delle reti in nazionale ― Brasile | Cronologia completa delle presenze e delle reti in nazionale ― Brasile | Cronologia completa delle presenze e delle reti in nazionale ― Brasile | Cronologia completa delle presenze e delle reti in nazionale ― Brasile | Cronologia completa delle presenze e delle reti in nazionale ― Brasile | Cronologia completa delle presenze e delle reti in nazionale ― Brasile | Cronologia completa delle presenze e delle reti in nazionale ― Brasile |
| Data                                                                   | Città                                                                  | In casa                                                                | Risultato                                                              | Ospiti                                                                 | Competizione                                                           | Reti                                                                   | Note                                                                   |
| ---------------------------------------------------------------------- | ---------------------------------------------------------------------- | ---------------------------------------------------------------------- | ---------------------------------------------------------------------- | ---------------------------------------------------------------------- | ---------------------------------------------------------------------- | ---------------------------------------------------------------------- | ---------------------------------------------------------------------- |
| 17-9-1959                                                              | Rio de Janeiro                                                         | Brasile                                                                | 7 – 0                                                                  | Cile                                                                   | Coppa Bernardo O'Higgins                                               | 2                                                                      |                                                                        |
| 20-9-1959                                                              | San Paolo del Brasile                                                  | Brasile                                                                | 1 – 0                                                                  | Cile                                                                   | Coppa Bernardo O'Higgins                                               | 1                                                                      |                                                                        |
| 29-4-1960                                                              | El Cairo                                                               | Rep. Araba Unita                                                       | 0 – 5                                                                  | Brasile                                                                | Amichevole                                                             | 2                                                                      |                                                                        |
| 1-5-1960                                                               | Alessandria d'Egitto                                                   | Rep. Araba Unita                                                       | 1 – 3                                                                  | Brasile                                                                | Amichevole                                                             | -                                                                      |                                                                        |
| 6-5-1960                                                               | El Cairo                                                               | Rep. Araba Unita                                                       | 0 – 3                                                                  | Brasile                                                                | Amichevole                                                             | 2                                                                      |                                                                        |
| 10-5-1960                                                              | Copenaghen                                                             | Danimarca                                                              | 3 – 4                                                                  | Brasile                                                                | Amichevole                                                             | 2                                                                      | Ufficiale per la CBF, non per la DBU                                   |
| 30-4-1961                                                              | Asunción                                                               | Paraguay                                                               | 0 – 2                                                                  | Brasile                                                                | Coppa Oswaldo Cruz                                                     | -                                                                      |                                                                        |
| 3-5-1961                                                               | Asunción                                                               | Paraguay                                                               | 2 – 3                                                                  | Brasile                                                                | Coppa Oswaldo Cruz                                                     | 1                                                                      |                                                                        |
| 21-4-1963                                                              | Lisbona                                                                | Portogallo                                                             | 1 – 0                                                                  | Brasile                                                                | Amichevole                                                             | -                                                                      |                                                                        |
| 24-4-1963                                                              | Bruxelles                                                              | Belgio                                                                 | 5 – 1                                                                  | Brasile                                                                | Amichevole                                                             | 1                                                                      |                                                                        |
| 12-5-1963                                                              | Milano                                                                 | Italia                                                                 | 3 – 0                                                                  | Brasile                                                                | Amichevole                                                             | -                                                                      |                                                                        |
| 17-5-1963                                                              | El Cairo                                                               | Rep. Araba Unita                                                       | 0 – 1                                                                  | Brasile                                                                | Amichevole                                                             | 1                                                                      |                                                                        |
| 19-5-1963                                                              | Tel-Aviv                                                               | Israele                                                                | 0 – 5                                                                  | Brasile                                                                | Amichevole                                                             | 2                                                                      |                                                                        |
| Totale                                                                 |                                                                        | Presenze                                                               | 13                                                                     |                                                                        | Reti (26º posto)                                                       | 14                                                                     |                                                                        |

## Palmarès

### Club
- Campionato Baiano: 4

Vitória: 1953, 1957, 1964, 1965
- Campionato Carioca: 3

Botafogo: 1957, 1961, 1962
- Torneo Rio-San Paolo: 2

Botafogo: 1962, 1964